# Manipay
Manipay, (en tamoul : மானிப்பாய்; en singhalais : මනිපාය), est une ville importante du district de Jaffna, dans la Province du Nord du Sri Lanka.